# Iizasa Chōisai Ienao
Iizasa Chōisai Ienao 飯篠 長威斉 家直 (ca. 1387-1488) var samurai, tjente under Chiba familien og deltog i flere samuraikrige. Han stiftede en skole (ryū) for kampkunst under navnet Tenshin Shōden Katori Shintō-ryū omkring år 1447. Denne skole beskæftigede sig med iaijutsu, kenjutsu, sojutsu, bojutsu, naginatajutsu, etc.